# Лядумег, Жюль
Жюль Лядумег (фр. Jules Ladoumègue, род. 10 декабря 1906, Бордо — 2 марта 1973, Париж) — французский легкоатлет, добившийся наибольших успехов в беге на средние и длинные дистанции. Обладатель четырёх мировых рекордов, серебряный призёр Олимпийских игр 1928 года на дистанции 1500 метров.

## Биография
Начинал карьеру на дистанциях в 5000 метров, но по совету тренера перешёл в бег на 1500 метров.
Завоевал серебряную медаль на Олимпийских играх 1928 года на дистанции 1500 метров, уступив лишь финну Харри Ларве.
В 1955 году опубликовал автобиографию. Скончался в 1973 году в Париже.